# Kruszka (Kępice)
Kruszka (niem. Fuchsmühle) – dawna wieś, obecnie niewielka, peryferyjna część miasta Kępice w powiecie słupskim w województwie pomorskim. Leży około 2 km na południe od centrum miasta, po wschodniej stronie torów kolejowych, w połowie drogi do Kępki.

## Historia
Po wojnie samodzielna wieś w gminie Warcino w powiecie miasteckim w województwie koszalińskim. Od 1954 w gromadzie Kępice.  1 stycznia 1959 z gromady Kępice wyłączono miejscowości Kępice, Kępka i Kruszka oraz leśnictwo Chomnice, tworząc z nich osiedle Kępice, w związku z czym Kruszka stała się integralną częścią Kępic. Kępice otrzymały status miasta 1 stycznia 1967, w związku z czym Kruszka stała się obszarem miejskim.